# جویی لای
جویی لای (انگلیسی: Joey Lye؛ زادهٔ ۴ مهٔ ۱۹۸۷) بازیکن سافت‌بال اهل کانادا است. وی در مسابقات کشوری و بین‌المللی در مجموع برندهٔ ۱ مدال طلا، ۲ مدال نقره، ۱ مدال برنز شده‌است. او همجنسگرا است.